# Liste der Nummer-eins-Country-Alben in den USA (2021)
Dies ist eine Liste der Nummer-eins-Alben in den von Billboard ermittelten Verkaufscharts für Country-Alben in den USA im Jahr 2021.

| ← 2020 ← | Liste der Nummer-eins-Country-Alben in den USA | Liste der Nummer-eins-Country-Alben in den USA | Liste der Nummer-eins-Country-Alben in den USA | 2022 →                    |
| \| Zeitraum \| Wo. ges. \| Interpret \| Titel \| Zusätzliche Informationen \| \| (Zeitraum, Wochen auf Platz eins, Interpret, Titel, zusätzliche Informationen) \| \| \| \| \| \| ------------------------------------------------------------------------------ \| -------- \| ---------------- \| ---------------------------- \| ------------------------- \| \| 12. Dezember 2020 – 8. Januar 2021 4 Wochen (insgesamt 5) \| 5 \| Carrie Underwood \| My Gift \| — \| \| 9. Januar 2021 – 22. Januar 2021 2 Wochen (insgesamt 37) \| 37 \| Luke Combs \| What You See Is What You Get \| — \| \| 23. Januar 2021 – 9. April 2021 11 Wochen (insgesamt 11) \| 11 \| Morgan Wallen \| Dangerous: The Double Album \| — \| \| 10. April 2021 – 16. April 2021 1 Woche (insgesamt 1) \| 1 \| Carrie Underwood \| Dangerous: My Savior \| — \| \| 17. April 2021 – 13. April 2021 1 Woche (insgesamt 12) \| 12 \| Morgan Wallen \| Dangerous: The Double Album \| — \| \| 24. April 2021 – 7. Mai 2021 2 Wochen (insgesamt 2) \| 2 \| Taylor Swift \| Fearless (Taylor’s Version) \| — \| \| 8. Mai 2021 – 18. September 2021 19 Wochen (insgesamt 32) \| 32 \| Morgan Wallen \| Dangerous: The Double Album \| — \| \| 25. September 2021 – 1. Oktober 2021 1 Woche (insgesamt 1) \| 1 \| Kacey Musgraves \| Star-Crossed \| — \| \| 2. Oktober 2021 – 15. Oktober 2021 2 Wochen (insgesamt 34) \| 34 \| Morgan Wallen \| Dangerous: The Double Album \| — \| \| 16. Oktober 2021 – 22. Oktober 2021 1 Woche (insgesamt 3) \| 3 \| Taylor Swift \| Fearless (Taylor’s Version) \| — \| \| 23. Oktober 2021 – 26. November 2021 5 Wochen (insgesamt 39) \| 39 \| Morgan Wallen \| Dangerous: The Double Album \| — \| \| 27. November 2021 – 8. Januar 2022 6 Wochen (insgesamt 7) \| 7 \| Taylor Swift \| Red (Taylor’s Version) \| — \| |                                                |                                                |                                                |                           |
| ← 2020 |                                                |                                                |                                                | → 2022 →                  |
| Zeitraum | Wo. ges.                                       | Interpret                                      | Titel                                          | Zusätzliche Informationen |
| (Zeitraum, Wochen auf Platz eins, Interpret, Titel, zusätzliche Informationen) |                                                |                                                |                                                |                           |
| 12. Dezember 2020 – 8. Januar 2021 4 Wochen (insgesamt 5) | 5                                              | Carrie Underwood                               | My Gift                                        | —                         |
| 9. Januar 2021 – 22. Januar 2021 2 Wochen (insgesamt 37) | 37                                             | Luke Combs                                     | What You See Is What You Get                   | —                         |
| 23. Januar 2021 – 9. April 2021 11 Wochen (insgesamt 11) | 11                                             | Morgan Wallen                                  | Dangerous: The Double Album                    | —                         |
| 10. April 2021 – 16. April 2021 1 Woche (insgesamt 1) | 1                                              | Carrie Underwood                               | Dangerous: My Savior                           | —                         |
| 17. April 2021 – 13. April 2021 1 Woche (insgesamt 12) | 12                                             | Morgan Wallen                                  | Dangerous: The Double Album                    | —                         |
| 24. April 2021 – 7. Mai 2021 2 Wochen (insgesamt 2) | 2                                              | Taylor Swift                                   | Fearless (Taylor’s Version)                    | —                         |
| 8. Mai 2021 – 18. September 2021 19 Wochen (insgesamt 32) | 32                                             | Morgan Wallen                                  | Dangerous: The Double Album                    | —                         |
| 25. September 2021 – 1. Oktober 2021 1 Woche (insgesamt 1) | 1                                              | Kacey Musgraves                                | Star-Crossed                                   | —                         |
| 2. Oktober 2021 – 15. Oktober 2021 2 Wochen (insgesamt 34) | 34                                             | Morgan Wallen                                  | Dangerous: The Double Album                    | —                         |
| 16. Oktober 2021 – 22. Oktober 2021 1 Woche (insgesamt 3) | 3                                              | Taylor Swift                                   | Fearless (Taylor’s Version)                    | —                         |
| 23. Oktober 2021 – 26. November 2021 5 Wochen (insgesamt 39) | 39                                             | Morgan Wallen                                  | Dangerous: The Double Album                    | —                         |
| 27. November 2021 – 8. Januar 2022 6 Wochen (insgesamt 7) | 7                                              | Taylor Swift                                   | Red (Taylor’s Version)                         | —                         |